# Särkilampi (sjö i Södra Savolax)
Särkilampi är en sjö i Finland. Den ligger i kommunen Hirvensalmi i landskapet Södra Savolax, i den södra delen av landet, 190 km nordost om huvudstaden Helsingfors. Särkilampi ligger 106,7 meter över havet. Arean är 81,6 hektar och strandlinjen är 5,59 kilometer lång. Sjön  ingår i Kymmene älvs huvudavrinningsområde.   I omgivningarna runt Särkilampi växer i huvudsak blandskog.